# Ouzo
L'ouzo (ούζο) est une boisson alcoolisée anisée grecque fabriquée à base d'alcool neutre mélangé à divers aromates (principalement l'anis) puis distillé et dilué. Depuis 1989, la réglementation européenne précise que l'ouzo doit être produit en Grèce pour avoir droit à cette dénomination.
Il ne faut pas le confondre avec la famille des alcools produits à base de raisin (marc ou fruit entier) fermenté puis distillé, comme les rakı et tsípouro, même si leur goût est parfois proche lorsque ceux-ci sont aromatisés à l'anis (ce qui est souvent le cas en Turquie et au Proche-Orient).
Son degré alcoolique est compris entre 38 et 50 degrés, voire plus. Il est incolore et devient blanc au contact de l'eau, par micro-émulsion de l'anéthol qu'il contient. Généralement servi accompagné de glaçons, il peut se consommer pur ou allongé d'eau.
Un grand nombre de maisons qui produisent aujourd'hui de l'ouzo ont leur maison mère dans l'île de Mytilène (Lesbos) et particulièrement dans la petite ville de Plomari sur le littoral sud de l'île.

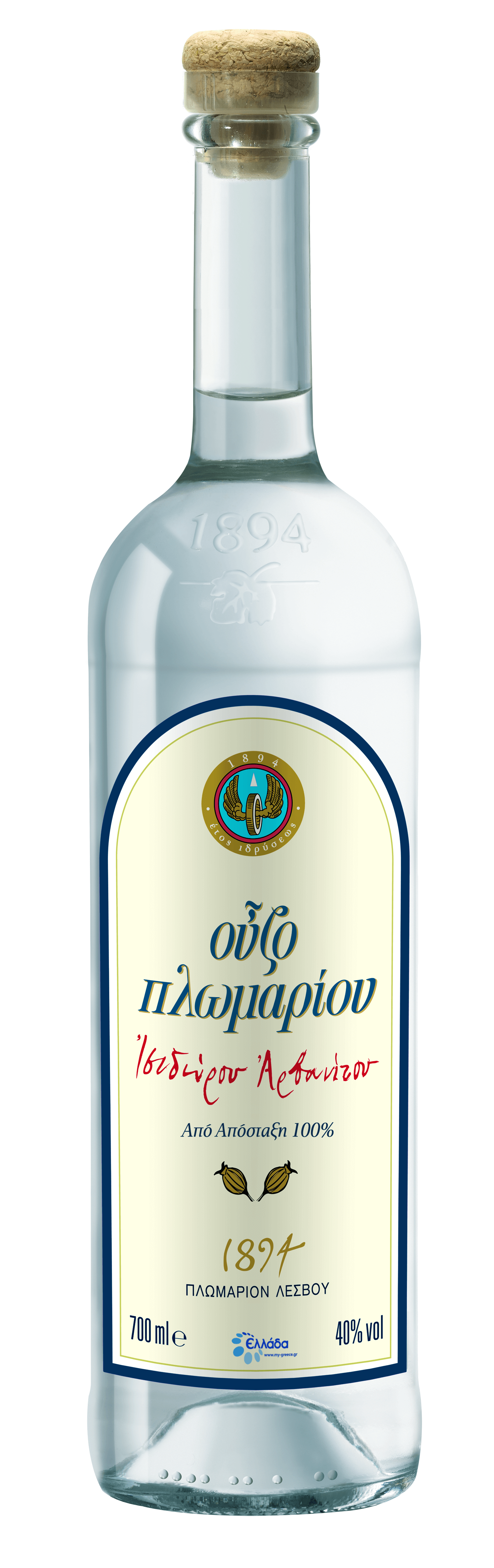
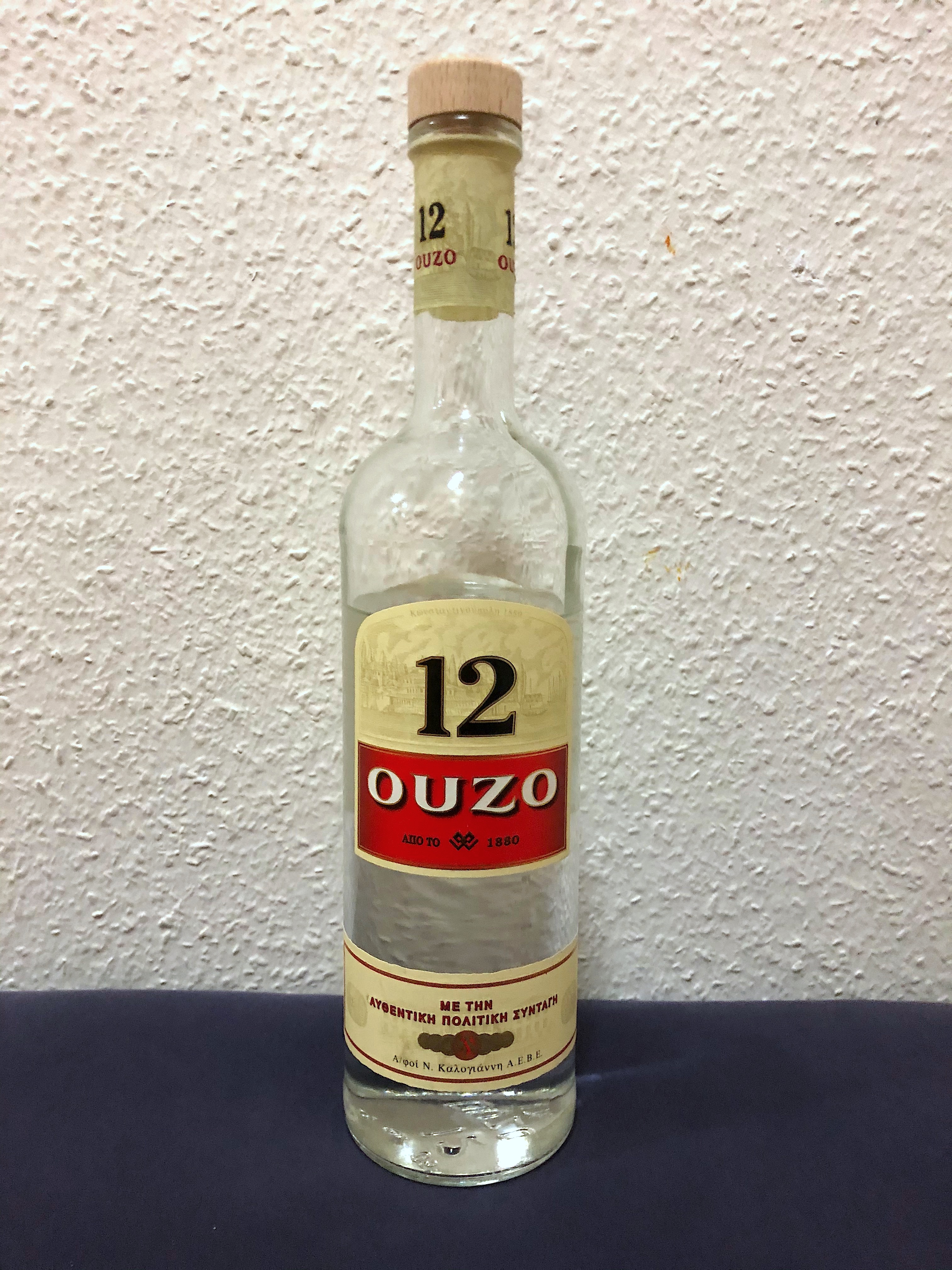
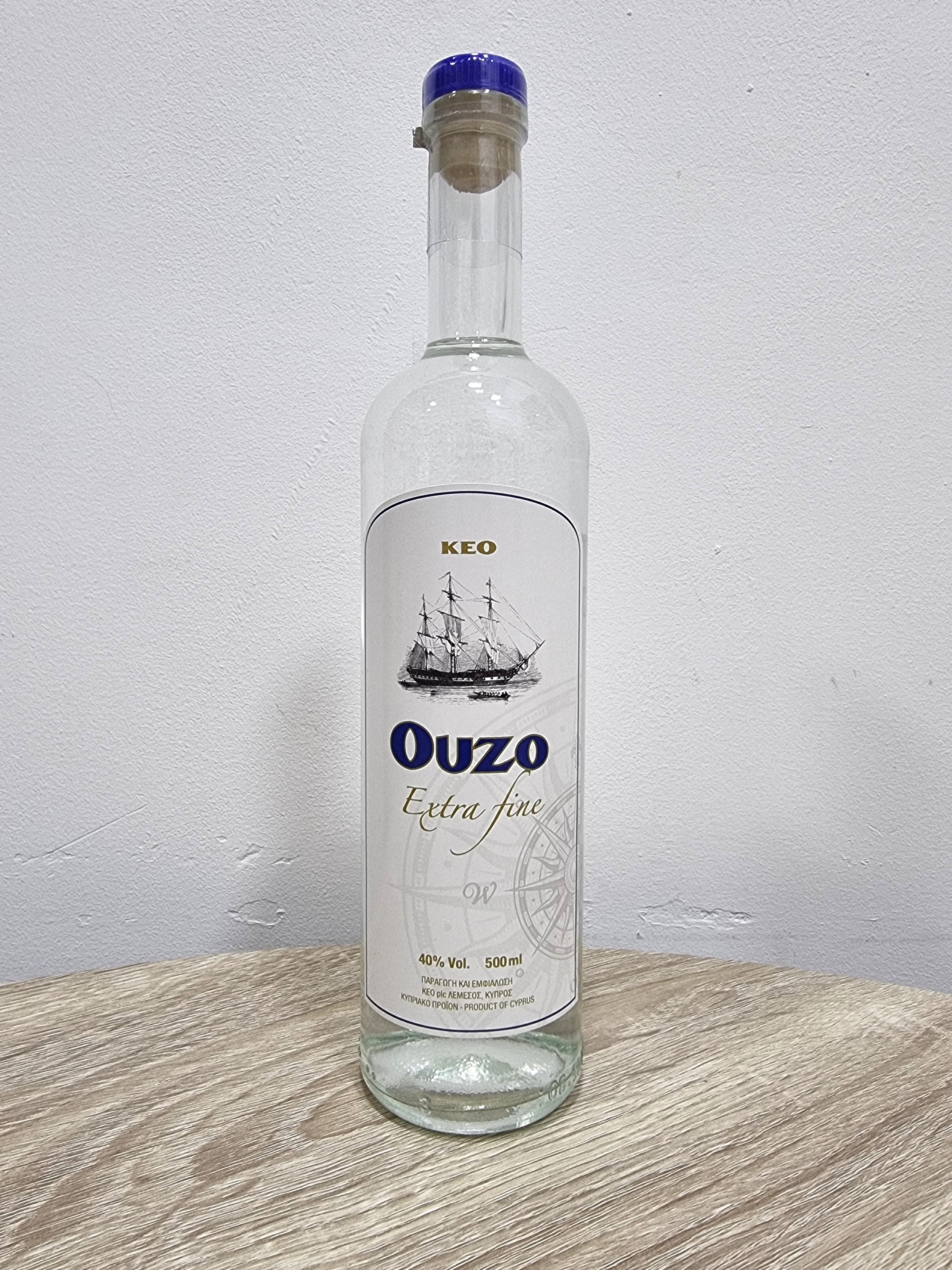
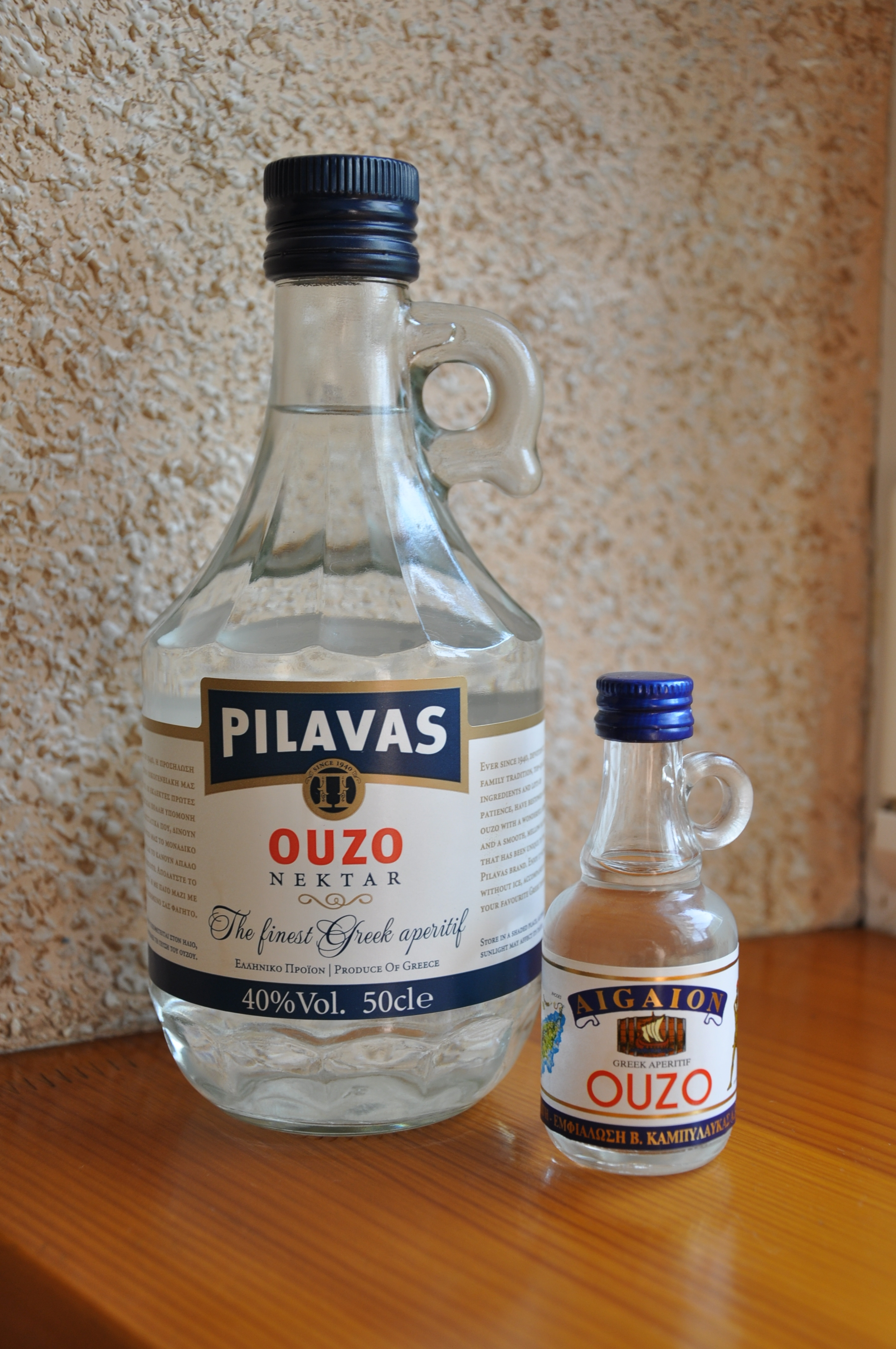

## Étymologie
Le mot ouzo est d'étymologie incertaine : entre autres il pourrait venir de l'expression italienne : « Uso Massalia », à l'usage de Marseille, écrite sur des caisses de transport, ou du turc üzüm, grappe de raisin et "décoction de raisins",.

## Production
L'alcool neutre d'origine agricole est mélangé aux aromates puis distillé ; le produit est ensuite soit mélangé avec de l'alcool pur (le pourcentage de produit distillé devant être d'au moins 20 %) soit simplement dilué avec de l'eau pour diminuer son degré alcoolique (le coût de revient est alors plus élevé). La réglementation ne définit pas précisément le type d'anis utilisé (anis vert ou badiane), certaines étiquettes comportent une image de badiane.